# Дарил Янмаат
Дарил Янмаат (нід. Daryl Janmaat, нар. 22 липня 1989, Лейдсендам) — нідерландський футболіст, захисник англійського «Вотфорда» та національної збірної Нідерландів.
Насамперед відомий виступами за клуби «АДО Ден Гаг», «Геренвен», «Феєнорд» та «Ньюкасл Юнайтед».
Володар Кубка Нідерландів.

## Ігрова кар'єра
Народився 22 липня 1989 року в місті Лейдсендам. Вихованець футбольної школи клубу «Феєнорд».
У дорослому футболі дебютував 2007 року виступами за команду клубу «АДО Ден Гаг», в якій провів один сезон, взявши участь у 25 матчах чемпіонату.  Більшість часу, проведеного у складі «АДО Ден Гаг», був основним гравцем захисту команди.
Своєю грою за цю команду привернув увагу представників тренерського штабу клубу «Геренвен», до складу якого приєднався 2008 року. Відіграв за команду з Геренвена наступні чотири сезони своєї ігрової кар'єри.
До складу клубу «Феєнорд» приєднався 2012 року.

## Титули і досягнення
- Володар Кубка Нідерландів (1):

«Геренвен»:  2008–09
- Бронзовий призер чемпіонату світу: 2014